# Bucekia
Bucekia is een geslacht van vliesvleugeligen uit de familie bronswespen (Chalcididae). De wetenschappelijke naam van dit geslacht is voor het eerst geldig gepubliceerd in 1951 door Steffan.

## Soorten
Het geslacht Bucekia omvat de volgende soorten:
- Bucekia bouceki Nikol'skaya, 1960
- Bucekia differens (Boucek, 1949)
- Bucekia dissimilis Nikol'skaya, 1960
- Bucekia turkomana Nikol'skaya, 1960